# Лейк-Крістал (Міннесота)
Лейк-Крістал (англ. Lake Crystal) — місто (англ. city) в США, в окрузі Блю-Ерт штату Міннесота. Населення — 2539 осіб (2020).

## Географія
Лейк-Крістал розташований за координатами 44°6′19″ пн. ш. 94°13′9″ зх. д. / 44.10528° пн. ш. 94.21917° зх. д. (44.105404, -94.219141).  За даними Бюро перепису населення США в 2010 році місто мало площу 4,47 км², з яких 4,46 км² — суходіл та 0,00 км² — водойми.

## Демографія
Згідно з переписом 2010 року, у місті мешкало 2549 осіб у 1063 домогосподарствах у складі 661 родини. Густота населення становила 571 особа/км².  Було 1143 помешкання (256/км²).
Расовий склад населення:
| - 97,3 % — білих - 0,8 % — чорних або афроамериканців - 0,7 % — азіатів - 0,2 % — корінних американців - 0,1 % — вихідців з тихоокеанських островів |

До двох чи більше рас належало 0,7 %. Частка іспаномовних становила 1,3 % від усіх жителів.
За віковим діапазоном населення розподілялося таким чином: 26,8 % — особи молодші 18 років, 59,7 % — особи у віці 18—64 років, 13,5 % — особи у віці 65 років та старші. Медіана віку мешканця становила 35,6 року. На 100 осіб жіночої статі у місті припадало 91,8 чоловіків;  на 100 жінок у віці від 18 років та старших — 90,4 чоловіків також старших 18 років.
Середній дохід на одне домашнє господарство  становив 70 401 долар США (медіана — 61 196), а середній дохід на одну сім'ю — 85 936 доларів (медіана — 72 009). Медіана доходів становила 46 326 доларів для чоловіків та 37 361 долар для жінок. За межею бідності перебувало 5,6 % осіб, у тому числі 5,6 % дітей у віці до 18 років та 11,0 % осіб у віці 65 років та старших.
Цивільне працевлаштоване населення становило 1238 осіб. Основні галузі зайнятості: виробництво — 27,8 %, освіта, охорона здоров'я та соціальна допомога — 20,9 %, роздрібна торгівля — 10,2 %, будівництво — 6,4 %.